# Miami Open 2018
Miami Open 2018 presented by Itaú (також відомий як Miami Masters 2018) - чоловічий і жіночий професійний тенісний турнір, що проходив на відкритих кортах з твердим покриттям Tennis Center at Crandon Park у Кі-Біскейні (США). Це був 34-й за ліком Miami Open. Належав до серії Masters 1000 у рамках Туру ATP 2018, а також до серії Premier Mandatory в рамках Туру WTA 2018. Тривав з 19 березня до 1 квітня 2018 року. Востаннє відбувся в Tennis Center at Crandon Park, а 2019 року переїхав на Хард Рок Стедіум.

## Очки і призові

### Нарахування очок
| Дисципліна                 | П    | Ф   | ПФ  | ЧФ  | 1/8 | 1/16 | 1/32 | 1/64 | Q   | Q2  | Q1  |
| Одиночний розряд, чоловіки | 1000 | 600 | 360 | 180 | 90  | 45   | 25*  | 10   | 16  | 8   | 0   |
| Парний розряд, чоловіки    | 1000 | 600 | 360 | 180 | 90  | 0    | Н/Д  | Н/Д  | Н/Д | Н/Д | Н/Д |
| Одиночний розряд, жінки    | 1000 | 650 | 390 | 215 | 120 | 65   | 35*  | 10   | 30  | 20  | 2   |
| Парний розряд, жінки       | 1000 | 650 | 390 | 215 | 120 | 10   | Н/Д  | Н/Д  | Н/Д | Н/Д | Н/Д |

- Гравчині, що виходять у друге коло без боротьби, отримують очки за перше коло.

### Призові гроші
| Дисципліна                 | П          | F        | ПФ       | ЧФ       | 1/8     | 1/16    | 1/32    | 1/64    | Q2     | Q1     |
| Чоловіки, одиночний розряд | $1,340,860 | $654,380 | $327,965 | $167,195 | $88,135 | $47,170 | $25,465 | $15,610 | $4,650 | $2,380 |
| Жінки, одиночний розряд    | $1,340,860 | $654,380 | $327,965 | $167,195 | $88,135 | $47,170 | $25,465 | $15,610 | $4,650 | $2,380 |
| Чоловіки, парний розряд    | $439,350   | $214,410 | $107,470 | $54,760  | $28,880 | $15,460 | Н/Д     | Н/Д     | Н/Д    | Н/Д    |
| Жінки, парний розряд       | $439,350   | $214,410 | $107,470 | $54,760  | $28,880 | $15,460 | Н/Д     | Н/Д     | Н/Д    | Н/Д    |

## Учасники чоловічих змагань

### Сіяні учасники
Нижче подано список сіяних гравців. Рейтинг і посів визначено на основі рейтингу ATP станом на 19 березня 2018.
| Сіяний | Рейтинг | Гравець                | Очки перед | Очки, що захищає | Очки здобуті | Очки після | Підсумок                                             |
| ------ | ------- | ---------------------- | ---------- | ---------------- | ------------ | ---------- | ---------------------------------------------------- |
| 1      | 1       | Роджер Федерер         | 9,660      | 1,000            | 10           | 8,670      | 2-ге коло, його переміг Танасі Коккінакіс [Q]        |
| 2      | 3       | Марин Чилич            | 4,905      | 10               | 90           | 4,985      | 4 коло, його переміг Джон Ізнер [14]                 |
| 3      | 4       | Григор Димитров        | 4,600      | 10               | 45           | 4,635      | 3 коло, його переміг Жеремі Шарді                    |
| 4      | 5       | Олександр Звєрєв       | 4,505      | 180              | 600          | 4,925      | Фіналіст, його переміг Джон Ізнер [14]               |
| 5      | 6       | Хуан Мартін дель Потро | 4,155      | 45               | 360          | 4,470      | півфінал, його переміг Джон Ізнер [14]               |
| 6      | 8       | Кевін Андерсон         | 3,235      | 25               | 180          | 3,390      | чвертьфінал, його переміг Пабло Карреньо Буста [16]  |
| 7      | 9       | Давід Ґоффен           | 3,190      | 90               | 10           | 3,110      | 2-ге коло, його переміг Жуан Соуза                   |
| 8      | 11      | Джек Сок               | 2,335      | 180              | 45           | 2,200      | 3 коло, його переміг Борна Чорич [29]                |
| 9      | 12      | Новак Джокович         | 2,300      | 0                | 10           | 2,310      | 2-ге коло, його переміг Бенуа Пер                    |
| 10     | 13      | Томаш Бердих           | 2,275      | 180              | 45           | 2,140      | 3 коло, його переміг Френсіс Тіафо                   |
| 11     | 14      | Сем Кверрі             | 2,265      | 45               | 45           | 2,265      | 3 коло, його переміг Денис Шаповалов                 |
| 12     | 15      | Роберто Баутіста Аґут  | 2,255      | 90               | 10           | 2,175      | 2-ге коло, його переміг Майкл Ммо [Q]                |
| 13     | 16      | Дієго Шварцман         | 2,220      | 45               | 45           | 2,220      | 3 коло, його переміг Мілош Раоніч [20]               |
| 14     | 17      | Джон Ізнер             | 2,170      | 45               | 1,000        | 3,125      | Чемпіон, — Олександр Звєрєв [4]                      |
| 15     | 18      | Фабіо Фоніні           | 2,155      | 360              | 45           | 1,840      | 3 коло, його переміг Нік Киріос [17]                 |
| 16     | 19      | Пабло Карреньо Буста   | 2,045      | 10               | 360          | 2,395      | півфінал, його переміг Олександр Звєрєв [4]          |
| 17     | 20      | Нік Киріос             | 1,945      | 360              | 90           | 1,675      | 4 коло, його переміг Олександр Звєрєв [4]            |
| 18     | 22      | Адріан Маннаріно       | 1,735      | 90               | 10           | 1,655      | 2-ге коло, його переміг Стів Джонсон                 |
| 19     | 23      | Хьон Чун               | 1,727      | 10               | 180          | 1,897      | чвертьфінал, його переміг Джон Ізнер [14]            |
| 20     | 25      | Мілош Раоніч           | 1,630      | 45               | 180          | 1,765      | чвертьфінал, його переміг Хуан Мартін дель Потро [5] |
| 21     | 26      | Кайл Едмунд            | 1,627      | 10               | 10           | 1,627      | 2-ге коло, його переміг Френсіс Тіафо                |
| 22     | 27      | Філіп Країнович        | 1,539      | (13)†            | 90           | 1,616      | 4 коло, його переміг Хуан Мартін дель Потро [5]      |
| 23     | 28      | Жіль Мюллер            | 1,500      | 45               | 10           | 1,465      | 2-ге коло, його переміг Михайло Южний                |
| 24     | 30      | Дамір Джумгур          | 1,430      | 25               | 10           | 1,415      | 2-ге коло, його переміг Денис Шаповалов              |
| 25     | 32      | Фелісіано Лопес        | 1,420      | 10               | 10           | 1,420      | 2-ге коло, його переміг Джаред Доналдсон             |
| 26     | 33      | Кей Нісікорі           | 1,415      | 180              | 45           | 1,280      | 3 коло, його переміг Хуан Мартін дель Потро [5]      |
| 27     | 34      | Андрій Рубльов         | 1,393      | 25               | 10           | 1,378      | 2-ге коло, його переміг Вашек Поспішил               |
| 28     | 35      | Давид Феррер           | 1,370      | 10               | 45           | 1,405      | 3 коло, його переміг Олександр Звєрєв [4]            |
| 29     | 36      | Борна Чорич            | 1,366      | 45               | 180          | 1,501      | чвертьфінал, його переміг Олександр Звєрєв [4]       |
| 30     | 37      | Рішар Гаске            | 1,305      | (20)‡            | 10           | 1,295      | 2-ге коло lost to Жеремі Шарді                       |
| 31     | 39      | Фернандо Вердаско      | 1,260      | 45               | 90           | 1,305      | 4 коло, його переміг Пабло Карреньо Буста [16]       |
| 32     | 41      | Карен Хачанов          | 1,220      | 10               | 45           | 1,255      | 3 коло, його переміг Кевін Андерсон [6]              |

† 2017 року гравець не кваліфікувався на турнір. Тож його очки за потрапляння до 18-ти найкращих відраховано.

‡ Гравець використав виняток, щоб пропустити цей турнір 2017 року. Тож його очки за потрапляння до 18-ти найкращих відраховано.

### Відмовились від участі
Гравці, які були б посіяні, якби не знялись з турніру.
| Рейтинг | Гравець                 | Очки перед | Очки, що захищає | Очки після | Причина               |
| ------- | ----------------------- | ---------- | ---------------- | ---------- | --------------------- |
| 1       | Рафаель Надаль          | 9,370      | 600              | 8,770      | Травма правого стегна |
| 7       | Домінік Тім             | 3,675      | 10               | 3,665      | травма щиколотки      |
| 10      | Люка Пуй                | 2,420      | 10               | 2,410      | Scheduling            |
| 21      | Стен Вавринка           | 1,875      | 90               | 1,785      | Травма коліна         |
| 24      | Альберт Рамос Віньйолас | 1,710      | 10               | 1,745†     | Розклад               |
| 29      | Енді Маррей             | 1,450      | 0                | 1,450      | Травма стегна         |
| 31      | Філіпп Кольшрайбер      | 1,425      | 45               | 1,380      | Травма правої ступні  |
| 38      | Жо-Вілфрід Тсонга       | 1,300      | 0                | 1,300      | Травма руки           |
| 40      | Пабло Куевас            | 1,220      | 10               | 1,210      | Особисті причини      |

† Рамос Віньйолас отримав право використати виняток, щоб пропустити турнір, і замінив на це свій 18-й найкращий результат (45 очок). Відповідно, кількість очок у нього після турніру залишилась без змін.

### Інші учасники
Нижче наведено учасників, які отримали вайлдкард на участь в основній сітці:
- Маркос Багдатіс
- Крістофер Юбенкс
- Miomir Kecmanović
- Nicola Kuhn
- Мікаель Імер

Такі учасники отримали право на участь завдяки захищеному рейтингові:
- Йосіхіто Нісіока

Нижче наведено гравців, які пробились в основну сітку через стадію кваліфікації:
- Річардас Беранкіс
- Юкі Бгамбрі
- Лієм Броді
- Алекс де Мінор
- Рожеріу Дутра Сілва
- Бйорн Фратанджело
- Кальвін Емері
- Даріан Кінг
- Танасі Коккінакіс
- Джон Міллман
- Майкл Ммо
- Cameron Norrie

Учасники, що потрапили до основної сітки як щасливий лузер:
- Мірза Башич

### Відмовились від участі
До початку турніру
- Жульєн Беннето → його замінив  Іво Карлович
- Пабло Куевас → його замінив  Френсіс Тіафо
- Федеріко Дельбоніс → його замінив  Мірза Башич
- Олександр Долгополов → його замінив  Раду Албот
- Філіпп Кольшрайбер → його замінив  Лукаш Лацко
- Паоло Лоренці → його замінив  Жеремі Шарді
- Флоріан Маєр → його замінив  Вашек Поспішил
- Гаель Монфіс → його замінив  Ніколас Джаррі
- Енді Маррей (hip surgery) → його замінив  Томас Фаббіано
- Рафаель Надаль (psoas muscle injury) → його замінив  Maximilian Marterer
- Люка Пуй → його замінив  Віктор Естрелья Бургос
- Альберт Рамос Віньйолас → його замінив  Михайло Южний
- Андреас Сеппі → його замінив  Ніколас Кікер
- Домінік Тім (травма гомілковостопного суглобу) → його замінив  Маріус Копіл
- Жо-Вілфрід Тсонга → його замінив  Душан Лайович
- Стен Вавринка → його замінив  Тейлор Фріц

## Учасники основної сітки в парному розряді

### Сіяні пари
| Країна          | Гравець               | Країна    | Гравець      | Рейтинг1 | Сіяний |
| --------------- | --------------------- | --------- | ------------ | -------- | ------ |
| Польща          | Лукаш Кубот           | Бразилія  | Марсело Мело | 2        | 1      |
| Фінляндія       | Генрі Контінен        | Австралія | Джон Пірс    | 7        | 2      |
| Австрія         | Олівер Марах          | Хорватія  | Мате Павич   | 11       | 3      |
| США             | Боб Браян             | США       | Майк Браян   | 18       | 4      |
| Нідерланди      | Жан-Жульєн Роєр       | Румунія   | Горія Текеу  | 23       | 5      |
| Велика Британія | Джеймі Маррей         | Бразилія  | Бруно Соарес | 29       | 6      |
| Хорватія        | Іван Додіг            | США       | Ражів Рам    | 35       | 7      |
| Колумбія        | Хуан Себастьян Кабаль | Колумбія  | Роберт Фара  | 40       | 8      |

- 1 Рейтинг подано станом на 19 березня 2018.

### Інші учасники
Нижче наведено пари, які отримали вайлдкард на участь в основній сітці:
- Марсело Демолінер /  Деніел Нестор
- Нік Киріос /  Matt Reid

## Учасниці

### Сіяні пари
Нижче подано список сіяних гравчинь. Посів визначено на основі рейтингу WTA станом на 5 березня 2018. Рейтинг і очки перед наведено на 19 березня 2018.
| Сіяна | Рейтинг | Гравчиня               | Очки перед | Очки, що захищає | Очки здобуті | Очки після | Підсумок                                         |
| ----- | ------- | ---------------------- | ---------- | ---------------- | ------------ | ---------- | ------------------------------------------------ |
| 1     | 1       | Сімона Халеп           | 8,290      | 215              | 65           | 8,140      | 3 коло, її перемогла Агнешка Радванська [30]     |
| 2     | 2       | Каролін Возняцкі       | 7,430      | 650              | 10           | 6,790      | 2-ге коло, її перемогла Моніка Пуїг              |
| 3     | 3       | Гарбінє Мугуруса       | 5,970      | 120              | 120          | 5,970      | 4 коло, її перемогла Слоун Стівенс [13]          |
| 4     | 4       | Еліна Світоліна        | 5,425      | 10               | 215          | 5,630      | чвертьфінал, її перемогла Олена Остапенко [6]    |
| 5     | 6       | Кароліна Плішкова      | 4,905      | 390              | 215          | 4,730      | чвертьфінал, її перемогла Вікторія Азаренко [WC] |
| 6     | 5       | Олена Остапенко        | 4,971      | 10               | 650          | 5,611      | Фіналістка, її перемогла Слоун Стівенс [13]      |
| 7     | 7       | Каролін Гарсія         | 4,625      | 10               | 10           | 4,625      | 2-ге коло, її перемогла Алісон Ріск [Q]          |
| 8     | 8       | Вінус Вільямс          | 4,452      | 390              | 215          | 4,277      | чвертьфінал, її перемогла Деніелл Коллінз [Q]    |
| 9     | 9       | Петра Квітова          | 3,151      | 0                | 120          | 3,271      | 4 коло, її перемогла Олена Остапенко [6]         |
| 10    | 10      | Анджелік Кербер        | 3,150      | 215              | 215          | 3,150      | чвертьфінал, її перемогла Слоун Стівенс [13]     |
| 11    | 14      | Джоанна Конта          | 2,875      | 1,000            | 120          | 1,995      | 4 коло, її перемогла Вінус Вільямс [8]           |
| 12    | 13      | Юлія Гергес            | 2,910      | 65               | 10           | 2,855      | 2-ге коло, її перемогла Каріна Віттгефт          |
| 13    | 12      | Слоун Стівенс          | 2,938      | 0                | 1000         | 3,938      | Чемпіонка, — Олена Остапенко [6]                 |
| 14    | 15      | Медісон Кіз            | 2,593      | 65               | 10           | 2,538      | 2-ге коло знялася проти Вікторія Азаренко [WC]   |
| 15    | 19      | Крістіна Младенович    | 2,280      | 10               | 10           | 2,280      | 2-ге коло, її перемогла Петра Мартич             |
| 16    | 16      | Коко Вандевей          | 2,488      | 10               | 10           | 2,488      | 2-ге коло, її перемогла Деніелл Коллінз [Q]      |
| 17    | 18      | Магдалена Рибарикова   | 2,395      | (55)†            | 10           | 2,350      | 2-ге коло, її перемогла Моніка Нікулеску [Q]     |
| 18    | 27      | Світлана Кузнецова     | 1,722      | 120              | 10           | 1,612      | 2-ге коло, її перемогла Заріна Діяс              |
| 19    | 11      | Дарія Касаткіна        | 2,940      | 10               | 10           | 2,940      | 2-ге коло, її перемогла Софія Кенін [Q]          |
| 20    | 17      | Анастасія Севастова    | 2,405      | 10               | 65           | 2,460      | 3 коло, її перемогла Вікторія Азаренко [WC]      |
| 21    | 20      | Ешлі Барті             | 2,198      | 35               | 120          | 2,283      | 4 коло, її перемогла Еліна Світоліна [4]         |
| 22    | 21      | Елісе Мертенс          | 2,165      | (30)†            | 65           | 2,200      | 3 коло, її перемогла Джоанна Конта [11]          |
| 23    | 25      | Анастасія Павлюченкова | 1,920      | 65               | 65           | 1,920      | 3 коло, її перемогла Анджелік Кербер [10]        |
| 24    | 43      | Олена Весніна          | 1,175      | 10               | 10           | 1,175      | 2-ге коло, її перемогла Донна Векич              |
| 25    | 24      | Барбора Стрицова       | 1,925      | 120              | 10           | 1,815      | 2-ге коло, її перемогла Крістіна Макгейл         |
| 26    | 26      | Дарія Гаврилова        | 1,870      | 10               | 65           | 1,925      | 3 коло, її перемогла Еліна Світоліна [4]         |
| 27    | 23      | Карла Суарес Наварро   | 1,990      | 10               | 10           | 1,990      | 2-ге коло, її перемогла Ван Яфань [Q]            |
| 28    | 28      | Анетт Контавейт        | 1,710      | 95               | 10           | 1,625      | 2-ге коло, її перемогла Марія Саккарі            |
| 29    | 29      | Кікі Бертенс           | 1,670      | 10               | 65           | 1,725      | 3 коло, її перемогла Вінус Вільямс [8]           |
| 30    | 32      | Агнешка Радванська     | 1,470      | 65               | 120          | 1,525      | 4 коло, її перемогла Вікторія Азаренко [WC]      |
| 31    | 30      | Ч Шуай                 | 1,555      | 65               | 10           | 1,500      | 2-ге коло, її перемогла Беатріс Аддад Майя       |
| 32    | 33      | Сорана Кирстя          | 1,410      | 65               | 10           | 1,355      | 2-ге коло, її перемогла Сє Шувей                 |

† 2017 року гравчиня не кваліфікувалась на турнір. Тож її очки за потрапляння в 16 найкращих відраховано.

### Інші учасниці
Нижче наведено учасниць, які отримали вайлдкард на участь в основній сітці:
- Аманда Анісімова
- Вікторія Азаренко
- Клер Лю
- Бетані Маттек-Сендс
- Вітні Озугве
- Бернарда Пера
- Айла Томлянович
- Серена Вільямс

Нижче наведено гравчинь, які пробились в основну сітку через стадію кваліфікації:
- Кейті Баултер
- Деніелл Коллінз
- Вікторія Голубич
- Полона Герцог
- Софія Кенін
- Моніка Нікулеску
- Ребекка Петерсон
- Андреа Петкович
- Алісон Ріск
- Наталія Віхлянцева
- Стефані Фегеле
- Ван Яфань

Як щасливий лузер в основну сітку потрапили такі гравчині:
- Осеан Доден

### Відмовились від участі
До початку турніру
- Белінда Бенчич → її замінила  Осеан Доден
- Домініка Цібулкова → її замінила  Лара Арруабаррена
- Маргарита Гаспарян → її замінила  Медісон Бренгл
- Катерина Козлова → її замінила  Вероніка Сепеде Ройг
- Ана Конюх → її замінила  Катерина Бондаренко
- Міряна Лучич-Бароні → її замінила  Юлія Путінцева
- Пен Шуай → її замінила  Алісон ван Ейтванк
- Луціє Шафарова → її замінила  Юганна Ларссон
- Марія Шарапова → її замінила  Дженніфер Брейді
- Лаура Зігемунд → її замінила  Крістина Плішкова

Під час турніру
- Аманда Анісімова

### Знялись
- Заріна Діяс
- Кая Канепі
- Медісон Кіз
- Моніка Нікулеску

## Учасниці в парному розряді

### Сіяні
| Країна            | Гравчиня                  | Країна            | Гравчиня                   | Рейтинг1 | Сіяна |
| ----------------- | ------------------------- | ----------------- | -------------------------- | -------- | ----- |
| Росія             | Катерина Макарова         | Росія             | Олена Весніна              | 6        | 1     |
| Китайський Тайбей | Чжань Хаоцін              | Китайський Тайбей | Латіша Чжань               | 16       | 2     |
| Канада            | Габріела Дабровскі        | КНР               | Сюй Їфань                  | 19       | 3     |
| Угорщина          | Тімеа Бабош               | Франція           | Крістіна Младенович        | 23       | 4     |
| Чехія             | Андреа Сестіні-Главачкова | Чехія             | Барбора Стрицова           | 26       | 5     |
| Чехія             | Барбора Крейчикова        | Чехія             | Катерина Сінякова          | 42       | 6     |
| Нідерланди        | Кікі Бертенс              | Швеція            | Юганна Ларссон             | 44       | 7     |
| Словенія          | Андрея Клепач             | Іспанія           | Марія Хосе Мартінес Санчес | 44       | 8     |

- 1 Рейтинг подано станом на 5 березня 2018.

### Інші учасниці
Нижче наведено пари, які отримали вайлдкард на участь в основній сітці:
- Вікторія Азаренко /  Арина Соболенко
- Ежені Бушар /  Слоун Стівенс
- Джоанна Конта /  Гезер Вотсон

Наведені нижче пари отримали місце як заміна:
- Татьяна Марія /  Леся Цуренко

### Відмовились від участі
До початку турніру
- Дарія Гаврилова /  Саманта Стосур

## Переможці та фіналісти

### Одиночний розряд, чоловіки
- Джон Ізнер —  Олександр Звєрєв, 6–7(4–7), 6–4, 6–4

### Одиночний розряд, жінки
- Слоун Стівенс —  Олена Остапенко, 7–6(7–5), 6–1

### Парний розряд, чоловіки
- Боб Браян /  Майк Браян —  Карен Хачанов /  Андрій Рубльов, 4–6, 7–6(7–5), [10–4]

### Парний розряд, жінки
- Ешлі Барті /  Коко Вандевей —  Барбора Крейчикова /  Катерина Сінякова, 6–2, 6–1